# Uebelmannia pectinifera
Uebelmannia pectinifera é uma espécie de planta da família Cactaceae. Os seus habitats naturais são o Cerrado, sendo mais específicamente endêmica do estado de Minas Gerais, ocorrendo em fitofisionomias de Campos rupestres e Carrasco. Ela é ameaçada pela destruição de habitat.

## Descrição
Uebelmannia pectinifera é uma espécie solitária e globular, que se torna colunar com a idade. Tem corpos de coloração marrom escuro a acinzentados que são mais ou menos cilíndricos e atingem alturas de até 1 metro, com diâmetro de até 15 centímetros. A epiderme geralmente parece granular e é coberta por ceras de coloração branca. Possui geralmente 15 a 40 costelas, com arestas vivas. As aréolas são de acastanhadas a cinzentas e crescem muito próximas umas das outras. Os 1 a 4 espinhos quase pretos são salientes, muitas vezes entrelaçados e formando um "pente". Eles têm até 2 centímetros de comprimento.
As flores são delgadas, em forma de funil, de coloração amarelo claro. Elas florescem durante o dia, no verão. As flores têm até 1,5 centímetros de comprimento e atingem 1 centímetro de diâmetro. Os frutos cilíndricos, lembrando o formato de peras são vermelho-púrpura e têm 1,5 a 2,5 centímetros de comprimento. As sementes são pequenas e pretas. 

## Subespécies
Subespécies aceitas: 
| Imagem | Subespécies                                                                        | Descrição | Distribuição                                   |
| ------ | ---------------------------------------------------------------------------------- | --- | ---------------------------------------------- |
|        | Uebelmania pectinífero subsp. pectinifera                                          | 0,5 m de altura para cerca de 18 costelas, encontrada em savana seca de alta altitude em torno de 1.000 metros | Brasil (Minas Gerais)                          |
|        | Uebelmannia pectinifera subsp. flavispina (Buining & Brederoo) P.J.Braun & Esteves | 0,35 m de altura e até 20 costelas                                                                             | SE. Brasil (oeste de Diamantina, Minas Gerais) |
|        | Uebelmannia pectinifera subsp. horrida (P.J.Braun) P.J.Braun & Esteves             | 1 m de altura, de 23 a 40 costelas                                                                             | SE. Brasil (Serra do Espinhaço)                |
|        | Uebelmannia pectinifera subsp. eriocactoides (Řepka, Krajča & V.Toman) Guiggi      | Alto e ereto, espinhos dourados, 18-25 costelas, encontrado em elevação de 700-1100 m                          | Brasil (Minas Gerais)                          |

## Distribuição
Uebelmannia pectinifera é endêmica do estado brasileiro de Minas Gerais. Cresce em arenitos contendo quartzito crescendo em bolsas rochosas, em áreas de Cerrado, em altitudes de 650 a 1.350 metros.

## Taxonomia
A primeira descrição foi feita em 1967 por Albert Frederik Hendrik Buining. O epíteto específico pectinifera é derivado das palavras latinas pecten para "pente" e -fer para "rolamento" e se refere aos espinhos em forma de "pente" da espécie.